# John di Islay, Signore delle Isole

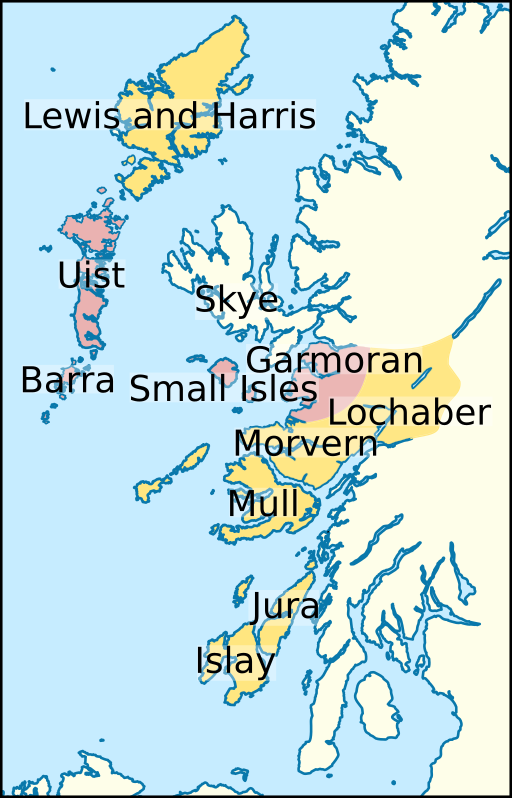
Domini sotto il controllo di John di Islay nel 1343 (in giallo) e la loro espansione nel 1346 (in rosa)

John di Islay, Signore delle Isole (prima del 1318 – Morvern, 1386), fu Signore delle Isole dal 1336 al 1386 e fu capo del Clan Donald. Dal 1336 si fregiò del titolo di Dominus insularum e poiché fu il primo a farlo gli storici moderni tendono a classificare John come il primo dei governatori delle isole di epoca tardo medievale anche se questo titolo, di chiarissima matrice latina, alla parola gaelica Rí che si usava nel titolo Rí Innse Gall (Signore delle isole) fin dall'epoca dei vichinghi. Poco dopo la morte John venne inserito negli Annali dell'Ulster con il titolo di Rí Innsi Gall .

## Biografia
John di Islay nacque in data imprecisata, ma anteriore al 1318, da Aonghas Óg di Islay e Áine Ó Catháin. Suo padre era un nobile che aveva i propri possedimenti ad Islay e che aveva beneficiato degli attacchi che Roberto I di Scozia aveva sferrato nei confronti del Clan MacDougall, che governavano sull'Argyll, e sui loro alleati Comyn. Alla famiglia di Aonghas andarono i territori di Ardnamurchan, Lochaber, Duror e Glen Coe trasportando gli Islay dai recessi delle Ebridi Interne alle ben più potenti alleanze che si potevano chiudere nella parte nord-occidentale della Scozia. La lealtà che legò Aonghas a Roberto I non volle comunque significare che suo figlio John ne avrebbe seguito l'esempio tenendo lo stesso comportamento con il suo successore Davide II di Scozia. Nel 1333 Edoardo Balliol tentò di detronizzare Roberto II e per questo motivo corteggiò attivamente John, nel 1336 Edward non solo gli confermò i territori che già erano stati donati alla famiglia da Roberto I, ma aggiunse anche le terre di Kintyre, Knapdale, Gigha, Colonsay, Mull, Skye, Lewis e Harris e Morvern, tutti possedimenti che erano in mano a uomini ancora leali ai Bruce.
Nonostante i numerosi doni John non diede mai a Balliol una vera assistenza. Nonostante il ritorno al potere di Davide II nel 1341 rendesse prive di valore molte delle assegnazioni che Edward aveva fatto a John quelle che erano già nelle sue mani da prima del 1336 gli vennero confermate dal sovran nel 1343. Oltre a questo, nel 1346, John acquisì anche la Signoria di Garmoran per mezzo del suo matrimonio con Amy di Garmoran, avvenuto probabilmente attorno al 1337, giacché suo cognato Raghnall mac Ruaidhri era morto e tutti i suoi possedimenti erano passati alla sorella e quindi a John. Questo significava che nelle mani di John c'erano ormai tutte le Isole Ebridi, con l'eccezione di Skye, e il tratto della costa occidentale compreso fra Morvern e il Loch Hourn.
John continuò a costruire il proprio potere alleandosi con Roberto II di Scozia, nipote ed erede di Davide, e dopo che questi venne preso prigioniero dagli inglesi nel 1346, Roberto agì di fatto come sovrano nella parte del paese situata a nord del fiume Forth.
Nel 1350 John divorziò da Amy per poter sposare la figlia di Robert, Margaret Stewart (1330circa-1410circa), che gli portò in dote il Kintyre e il Knapdale, questo matrimonio costò il diritto di primogenitura ai suoi tre figli Godfrey, John e Ranald, in favore di quelli che avrebbe avuto dalla nuova moglie, condizione questa imposta dallo stesso Roberto. Alla Battaglia di Durham del 1346 aveva perso la vita John Randolph, III conte di Moray (1306-17 ottobre 1346 e John lavorò attivamente insieme al suocero perché le terre del Casato dei Moray finissero nelle loro mani. Alla fine John prese possesso del Lochaber e Roberto del Badenoch.
Quando nel 1357 Davide tornò in patria si risentì alquanto di quelle incursioni in un contado che egli, secondo i termini con i quali era stato creato nel 1312 a favore di Thomas Randolph, I conte di Moray, sentiva come suo giacché era stato previsto che in mancanza di eredi il contado tornasse alla corona. A partire dal 1368 Davide sentì che era il momento di usare una politica più aggressiva per controllare il nord e l'anno seguente marciò su Inverness dove John si sottomise alla sua autorità. Pochi anni dopo, nel 1371, Davide morì e al trono andò suo suocero con il nome di Roberto II di Scozia. Quando Davide era ancora in vita aveva sperato o di tenere il Moray per sé o di donarlo a John o George Dunbar, I conte di March entrambi figli di Isabella Randolph sorella dell'ultimo conte, ma Roberto cambiò le carte in tavola e il Moray tornò alla divisione che avevano già messo in atto decenni prima.
Quando a John venne formalmente riconosciuta la sua parte di contado da un parlamento che si tenne a Scone nel 1372 constava solo della parte più pianeggiante situata nei dintorni di Inverness, tuttavia negli anni Roberto aumentò considerevolmente il patrimonio del genero e nel 1376 un documento gli garantì il controllo di Colonsay, Kintrye e Knapdale mentre il dominio sul Lochaber lo dovette condividere con la moglie.
Nel 1376 il suo erede e figlio Donald, Signore delle Isole era ormai di fatto a capo dei domini paterni e John morì presso il castello di Ardtornish a Morvern nel 1386 trovando sepoltura a Iona.
Il potere che John si costruì attraverso gli anni fu in parte facilitato dalla perdita di autorità che la corona aveva subito nella parte nord-occidentale del paese a seguito delle Guerre di indipendenza scozzesi e, soprattutto, grazie alla sua capacità di allearsi con l'uomo giusto al momento giusto. Sull'isola di Oronsay John fondò il priorato di Oronsay a favore degli Agostiniani.

## I matrimoni e i figli
Attorno al 1337 John sposò Amy di Garmoran da cui ebbe:
- Godfrey MacDonald
- John MacDonald
- Ranald MacDonald (morto 1386)

Nel 1350 sposò invece Margaret Stewart ed ebbe:
- Donald McDonald, Signore delle Isole
- John Mór Tanister (morto 1427)
- Alistair Carragh Macdonald (morto 1440 circa)
- Angus MacDonald
- Hugh MacDonald
- Marcus MacDonald
- Mary MacDonald
- Elizabeth MacDonald che sposò Angus Du Mackay